# Волгомост (футбольный клуб)
«Волгомост» — российский футбольный клуб из города Москвы. Создан 6 октября 2000 года (по другим данным — в марте 2000 года) на базе сборной команды ГУП «Мосгортранс» (учредителями клуба выступили рабочие коллективы автопарков №№ 2, 6, 12, 14, 16 и 17), до апреля 2009 года носил название «Спартак-Авто». До сентября 2015 года клуб назывался «Столица».

## История
Проводил матчи на московском стадионе «Спартак» имени героя Советского Союза В. А. Мягкова (также домашний стадион СДЮШОР «Спартак-2»), расположенном на ул. Ярославской, поблизости от станции метро «ВДНХ». Цвета формы — синий, белый и красный. Клуб был создан в форме некоммерческого партнёрства предприятий пассажирского транспорта Москвы, основным спонсором стало ГУП «16-й автобусный парк Мосгортранс».

Эмблема «Спартак-Авто»

В 2002 году основу команды стали составлять выпускники СДЮШОР «Спартак-2», которая до 2005 года находилась на балансе 16-го автобусного парка.
Постоянный участник (2002—2004, 2006—2016) первенства России среди любительских футбольных клубов (III дивизион/ЛФЛ) в зоне «Москва» МРО Центр.
Является двукратным (2007, 2008) победителем турнира в дивизионе «А» московской зоны ЛФЛ.
В 2007 году по решению Московской федерации футбола, для определения «абсолютного чемпиона Москвы» был проведен матч между победителями дивизионов «А» и «Б» Москвы, победитель получал право выступать в следующем сезоне во Втором дивизионе. В этой игре, прошедшей 10 ноября, «Спартак-Авто» встретился с ФК МВД и уступил со счетом 1:2.
По итогам первенства 2008 года вновь получил право на переход дивизионом выше, однако не прошел лицензирование в ПФЛ. Перед началом сезона 2009 года клуб был переименован в ФК «Столица». Команда заняла 5-е место, а вторая команда «Столица-2» заняла 1-е место в дивизионе «Б». В сезоне-2010 «Столица» заняла 4-е место в дивизионе «А» московской зоны, выиграла Кубок ЛФК Москвы, затем дважды подряд (2011/12, 2012/13) выиграла бронзовые медали, «Столица-2» в дивизионе «Б» финишировала третьей в 2010 году и 7-й в сезоне-2011/12, победила в чемпионате Москвы в 2012 году. Последующие результаты: 2013 — 11-е место, 2014 — 14-е, 2015 — 14-е. В 2016 году клуб, переименованный в «Волгомост», снялся с соревнований Третьего дивизиона (зона «Москва») по ходу сезона.
Клуб принял участие в розыгрыше Кубка России сезона-2011/12 — 26 апреля 2011 года в 1/256 финала в гостях уступил смоленскому «Днепру» — 0:2.

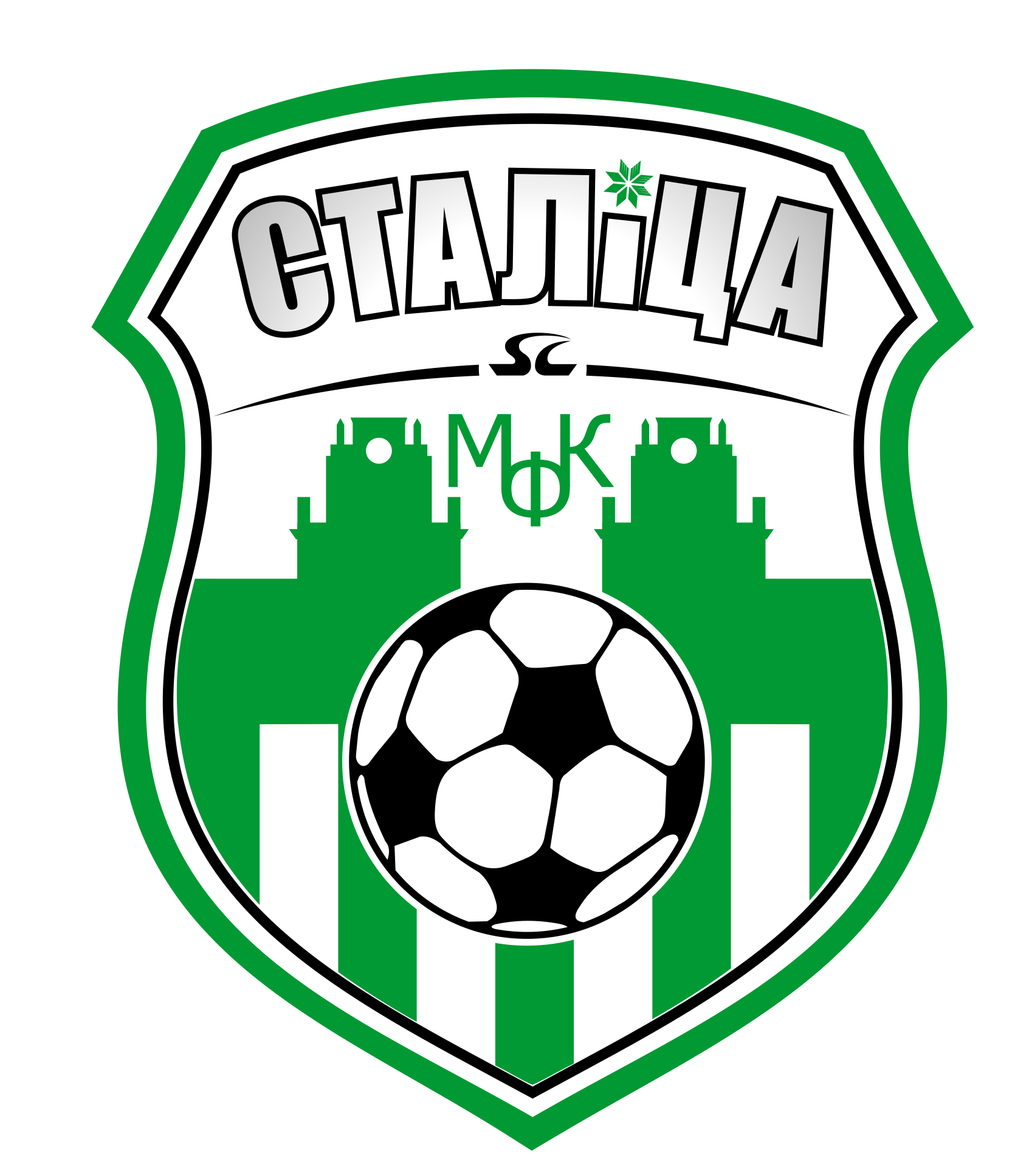
Эмблема ФК «Столица»

## Достижения
- 5-и кратный победитель Международного турнира Полярный кубок (Швеция)
- 2-х кратный Чемпион первенства России среди ЛФК, зона «Москва»: 2007, 2008
- 2-х кратный бронзовый призёр первенства России среди ЛФК, зона «Москва»: 2011/12, 2012/13
- Бронзовый призёр финального турнира Первенства России среди ЛФК: 2008
- Обладатель кубка среди ЛФК Москвы: 2010